# Джицци, Томмазо Паскуале
Томмазо Паскуале Джицци (итал. Tommaso Pasquale Gizzi; 22 сентября 1787, Чеккано, Папская область — 3 июня 1849, Ленола, Папская область) — итальянский куриальный кардинал, папский дипломат и доктор обоих прав. Апостольский интернунций в Бельгии с 25 января 1835 по 15 сентября 1837. Апостольский делегат в Анконе с 15 сентября 1837 по 21 января 1839. Титулярный архиепископ Фив Греческих с 18 февраля 1839 по 22 января 1844. Апостольский нунций в Швейцарии с 31 мая 1839 по 23 апреля 1841. Апостольский нунций в королевстве Сардиния с 23 апреля 1841 по 22 января 1844. Апостольский легат в провинции Форли с 30 апреля 1844 по август 1846. Государственный секретарь Святого Престола с 8 августа 1846 по 5 июля 1847. Председатель государственного совета, министр внутренних дел и иностранных дел с 14 июня по 5 июля 1847. Исполняющий обязанности государственного секретаря Святого Престола с 5 по 17 июля 1847. Кардинал in pectore с 12 июля 1841 по 22 января 1844. Кардинал-священник с 22 января 1844, с титулом церкви Санта-Пуденциана 25 января 1844.